# TJ 프리들

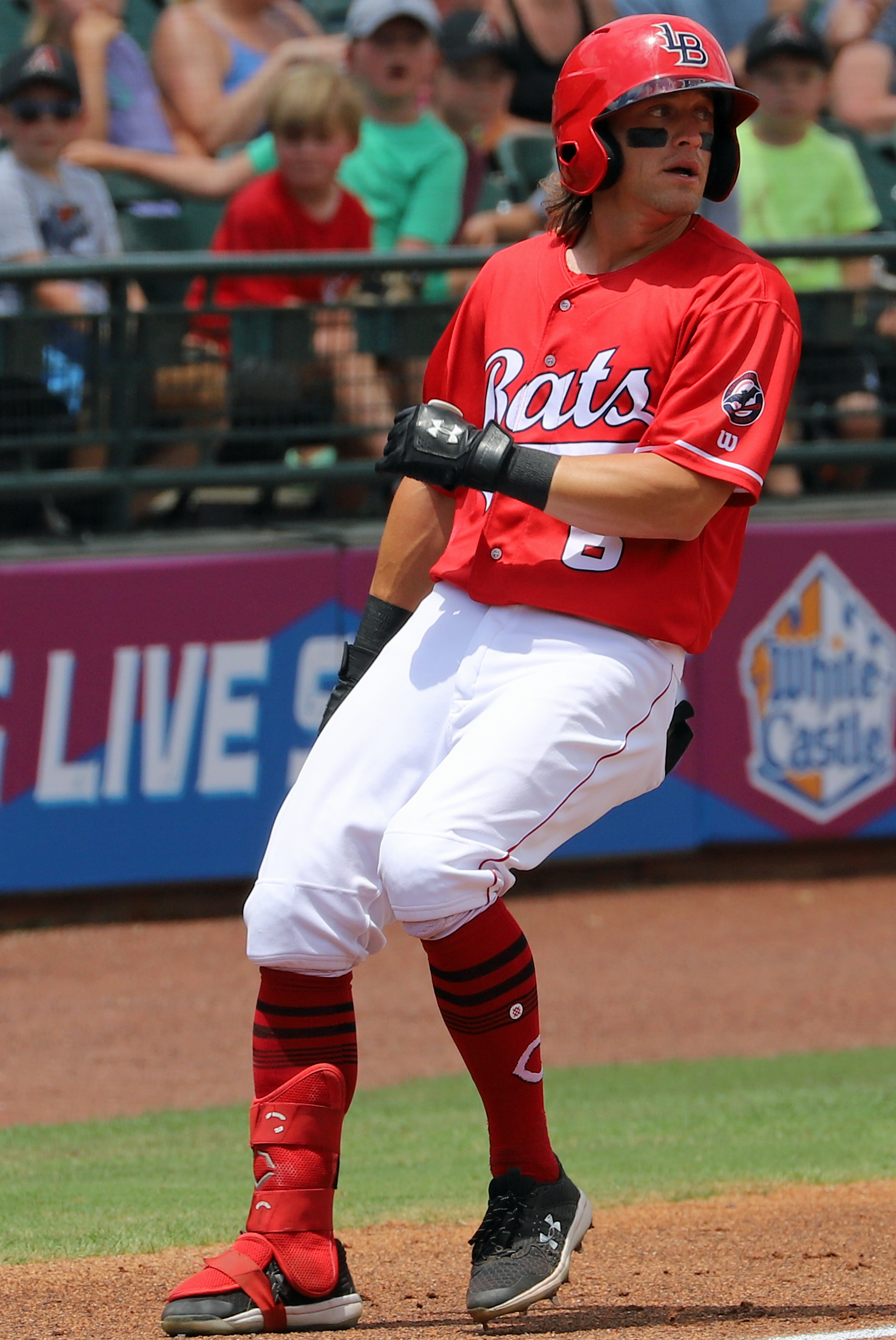
2021년 모습

TJ 프리들(TJ Friedl, 본명: 테리 리 "TJ" 프리들, Terry Lee "TJ" Friedl, 1995년 8월 14일 ~ )은 메이저 리그 베이스볼(MLB) 신시내티 레즈의 미국 프로 야구 외야수이다. 네바다 울프 팩(Nevada Wolf Pack)에서 대학 야구를 한 후 그는 레즈와 계약하여 2016년에 드래프트되지 않은 FA에게 주어진 가장 큰 보너스를 받았다. 프리들은 2021년에 MLB 데뷔를 했다.

## 아마추어 경력
프리들은 캘리포니아 주 플레젠튼에 있는 풋힐 고등학교에 다녔으며, 그곳에서 학교의 농구팀과 야구팀에서 뛰었다. 야구팀에서 3시즌 동안 레터맨으로 활동했고 타율은 .308이었다. 리노의 네바다 대학교에 입학하여 네바다 울프 팩(Nevada Wolf Pack) 야구팀에 합류했다. 신입생 때 37타수에서 .216의 타율을 기록했다. 2학년이 되어 다시 드물게 플레이하겠다는 말을 들었을 때 프리들은 적격 시즌을 보존하기 위해 레드셔츠 시즌을 보내기로 동의했다. 3학년 때 프리들은 더 많은 플레이 시간을 받았다. 대학 야구 타율 11위인 .401을 기록했고, 3루타 2위, 출루율 17위(.494), 안타 24위(89)를 기록했다. 프리들은 마운틴 웨스트 콘퍼런스(Mountain West Conference)의 첫 번째 팀에 지명되었다. 그는 다음 시즌에 울프 팩의 주장이 될 예정이었다.
메이저 리그 베이스볼(MLB) 드래프트에 참가하려면 3년 동안 대학에 다니는 것보다 3년 동안 대학 야구를 해야 한다고 잘못 생각했던 프리들은 그것을 선택 사항으로 생각하지 않았다. 그해 여름 그는 노스우드 리그의 세인트 클라우드 록스에서 뛰었고 16경기에서 .373의 타율과 12개의 도루를 기록했고 올스타 경기에 출전했지만 NWL 올스타 경기 이전에 그는 미국 대학 야구 대표팀으로 타율 .290, 장타율 .536을 기록했다. MLB 팀의 스카우트들은 계약에 대해 프리들에게 연락하기 시작했다.